# Спенсер (Индијана)
Спенсер (енгл. Spencer) град је у америчкој савезној држави Индијана.

## Демографија
По попису из 2010. године број становника је 2.217, што је 291 (-11,6%) становника мање него 2000. године.
| Група             | 2000.         | 2010.         |
| Белци             | 2.461 (98,1%) | 2.142 (96,6%) |
| Афроамериканци    | 5 (0,2%)      | 3 (0,1%)      |
| Азијати           | 10 (0,4%)     | 11 (0,5%)     |
| Хиспаноамериканци | 15 (0,6%)     | 47 (2,1%)     |
| Укупно            | 2.508         | 2.217         |